# 刘洪达
刘洪达（1928年—1998年3月13日），辽宁绥中人，中华人民共和国政治人物。
担任劳模。辽西省绥中县十月革命农业生产合作社主任。1954年，当选第一届全国人民代表大会代表，后担任绥中县革命委员会副主任，锦州市畜场场长。